# Brodki (województwo mazowieckie)
Brodki – wieś w Polsce, położona w województwie mazowieckim, w powiecie siedleckim, w gminie Wodynie. Ma status sołectwa.
W latach 1975–1998 wieś administracyjnie należała do województwa siedleckiego.
Wierni Kościoła rzymskokatolickiego należą do parafii Świętych Apostołów Piotra i Pawła w Wodyniach.
Wieś szlachecka drugiej połowie XVI wieku była położona w powiecie garwolińskim  ziemi czerskiej województwa mazowieckiego. 
W miejscowości działa założona w 1947 roku jednostka ochotniczej straży pożarnej. Jednostka jest w posiadaniu lekkiego samochodu specjalnego SLOp Suzuki z 1990 roku.